# Tabla de verdad
Una tabla de verdad, o tabla de valores de verdades, es una tabla que muestra el valor de verdad de una proposición compuesta, para cada combinación de verdad que se pueda asignar.
Fue desarrollada por Charles Sanders Peirce por los años 1880, pero el formato más popular es el que introdujo Ludwig Wittgenstein en su Tractatus logico-philosophicus, publicado en 1921.

## Definiciones en el cálculo lógico
Para establecer un Sistema formal se establecen las definiciones de los operadores. Las definiciones se harán en función del fin que se pretenda al construir el sistema que haga posible la formalización de argumentos:
- Como razonamientos deductivos lógico-lingüísticos
- Como construcción de un sistema matemático puro
- Como una aplicación lógica en un Circuito de conmutación.

### Verdad
El valor verdadero se representa con la letra V; si se emplea notación numérica se expresa con un uno: 1; en un circuito eléctrico, el circuito está cerrado cuando está presente la afirmación de V.
{\displaystyle {\begin{array}{|c|c|}\hline &\top \\\hline &V\\\hline \end{array}}}

### Falso
El valor falso F; si se emplea notación numérica se expresa con un cero: 0; en un circuito eléctrico, el circuito está abierto.
{\displaystyle {\begin{array}{|c|c|}\hline &\bot \\\hline &F\\\hline \end{array}}}

### Variable
Para una variable lógica A, B, C, ... pueden ser verdaderas V, o falsas F, los operadores fundamentales se definen así:
{\displaystyle {\begin{array}{|c|c|}\hline A&A\\\hline V&V\\F&F\\\hline \end{array}}}

### Negación
La negación es un operador que se ejecuta, sobre un único valor de verdad, devolviendo el valor contradictorio de la proposición considerada.  
{\displaystyle {\begin{array}{|c|c|}\hline A&\neg A\\\hline V&F\\F&V\\\hline \end{array}}}

### Conjunción
La conjunción es un operador, que actúa sobre dos valores de verdad, típicamente los valores de verdad de dos proposiciones, devolviendo el valor de verdad verdadero cuando ambas proposiciones son verdaderas, y falso en cualquier otro caso. Es decir, es verdadera cuando ambas son verdaderas.
En términos más simples, será verdadera cuando las dos proposiciones son verdaderas.
La tabla de verdad de la conjunción es la siguiente:
{\displaystyle {\begin{array}{|c|c|c|}\hline A&B&A\land B\\\hline V&V&V\\V&F&F\\F&V&F\\F&F&F\\\hline \end{array}}}
Que se corresponde con la columna 8 del algoritmo fundamental.
en simbología "∧" hace referencia al conector "y"

### Disyunción
La disyunción es un operador  lógico que actúa sobre dos valores de verdad, típicamente los valores de verdad de dos proposiciones, devolviendo el valor de verdad verdadero cuando una de las proposiciones es verdadera, o cuando ambas lo son, y falso cuando ambas son falsas.
En términos más simples, será verdadera cuando por lo menos una de las proposiciones es verdadera de lo contrario será falsa.
La tabla de verdad de la disyunción es la siguiente:
{\displaystyle {\begin{array}{|c|c|c|}\hline A&B&A\lor B\\\hline V&V&V\\V&F&V\\F&V&V\\F&F&F\\\hline \end{array}}}
Que se corresponde con la columna 2 del algoritmo fundamental.

### Condicionante
El condicionante o condicional material es un operador que actúa sobre dos valores de verdad, típicamente los valores de verdad de dos proposiciones, devolviendo el valor de falso solo cuando la primera proposición es verdadera y la segunda falsa, y verdadero en cualquier otro caso.
La tabla de verdad del condicional material es la siguiente:
{\displaystyle {\begin{array}{|c|c|c|}\hline A&B&A\Rightarrow B\\\hline V&V&V\\V&F&F\\F&V&V\\F&F&V\\\hline \end{array}}}
Que se corresponde con la columna 5 del algoritmo fundamental.

### Bicondicionante
La bicondicional es una operación binaria lógica que asigna el valor verdadero cuando las dos variables son iguales y el valor falso cuando son diferentes.
La tabla de verdad del bicondicional es la siguiente:
{\displaystyle {\begin{array}{|c|c|c|}\hline A&B&A\Leftrightarrow B\\\hline V&V&V\\V&F&F\\F&V&F\\F&F&V\\\hline \end{array}}}
Que se corresponde con la columna 7 del algoritmo fundamental.

## Número de combinaciones
Partiendo de un número n de variables, cada una de las cuales puede tomar el valor verdadero: V, o falso: F, por combinatoria, podemos saber que el número total de combinaciones: nc, que se pueden presentar es:
{\displaystyle nc=2^{n}}
el número de combinaciones que se pueden dar con n variable, cada una de las cuales puede tomar uno entre dos valores lógicos es de dos elevado a n, esto es, el número de combinaciones: nc, tiene crecimiento exponencial respecto al número de variable n:
{\displaystyle {\begin{array}{r|r}n&nc\\\hline 0&1\\1&2\\2&4\\3&8\\4&16\\5&32\\\ldots &\ldots \\n&2^{n}\end{array}}}
Si consideramos que un sistema combinacional de n variables binarias, puede presentar un resultado verdadero: V, o falso: F, para cada una de las posibles combinaciones de entrada tenemos que se pueden construir un número de funciones: nf con n variables de entrada, donde:
{\displaystyle nf=x^{nc}=2^{2^{n}}}
Que da como resultado la siguiente tabla:
{\displaystyle {\begin{array}{r|r}n&nf\\\hline 0&2\\1&4\\2&16\\3&256\\4&65_{.}536\\5&4_{.}294.967.296\\\ldots &\ldots \\n&2^{2^{n}}\end{array}}}
Para componer una tabla de verdad, pondremos las n variables en una línea horizontal, debajo de estas variables desarrollamos las distintas combinaciones que se pueden formar con V y F, dando lugar a las distintas nc, número de combinaciones. Normalmente solo se representa la función para la que se confecciona la tabla de verdad, y en todo caso funciones parciales que ayuden en su cálculo, en la figura, se pueden ver todas las funciones posibles nf, que pueden darse para el número de variables dado.
Así podemos ver que para dos variables binarias: A y B, n= 2 , que pueden tomar los valores V y F, se pueden desarrollar cuatro combinaciones: nc= 4, con estos valores se pueden definir dieciséis resultados distintos, nf= 16, cada una de las cuales sería una función de dos variables binarias. Para otro número de variables se obtendrán los resultados correspondientes, dado el crecimiento exponencial de nf, cuando n toma valores mayores de cuatro o cinco, la representación en un cuadro resulta compleja, y si se quiere representar las combinaciones posibles nf, resulta ya complejo para n= 3.

### Para cero variables
Un circuito sin variables: n= 0, puede presentar una combinación posible: nc=1, con dos funciones posibles: nf=2. Que serían el circuito cerrado permanentemente, y el circuito abierto permanentemente.
{\displaystyle {\begin{array}{| ||c|c|}\hline &1&2\\&f_{1}()&f_{2}()\\\hline &V&F\\\hline \end{array}}}
En este caso se puede ver dos funciones con cero variables, caso 1 y 2, que no interviene ninguna variable.
Cada uno de estos circuitos admite una única posición y hay dos circuitos posibles.

### Para una variable
El caso de una variable binaria: n= 1, que puede presentar dos combinaciones posibles: nc=2, con 4 funciones posibles: nf=4.
{\displaystyle {\begin{array}{|c||c|c|c|c|}\hline &1&2&3&4\\A&f_{1}(A)&f_{2}(A)&f_{3}(A)&f_{4}(A)\\\hline V&V&V&F&F\\F&V&F&V&F\\\hline \end{array}}}
Se pueden ver las cuatro funciones, de una variable, del caso 1 al 4, siendo A la variable. Puede verse que:
{\displaystyle f_{1}(A)=f_{1}()}
{\displaystyle f_{4}(A)=f_{2}()}

### Para dos variables
Considérese dos variables proposicionales A y B. Cada una puede tomar uno de dos valores de verdad: o V (verdadero), o F (falso). Por lo tanto, los valores de verdad de A y de B pueden combinarse de cuatro maneras distintas: o ambas son verdaderas; o A es verdadera y B falsa, o A es falsa y B verdadera, o ambas son falsas. Esto puede expresarse con una tabla simple:
{\displaystyle {\begin{array}{|c|c|}\hline A&B\\\hline V&V\\V&F\\F&V\\F&F\\\hline \end{array}}}
Considérese además a: f, como una operación o función lógica que realiza una función de verdad al tomar los valores de verdad de A y de B, y devolver un único valor de verdad. Entonces, existen 16 funciones distintas posibles, y es fácil construir una tabla que muestre qué devuelve cada función frente a las distintas combinaciones de valores de verdad de A y de B.
{\displaystyle {\begin{array}{|c|c||c|c|c|c|c|c|c|c|}\hline &&1&2&3&4&5&6&7&8\\A&B&f_{1}(A,B)&f_{2}(A,B)&f_{3}(A,B)&f_{4}(A,B)&f_{5}(A,B)&f_{6}(A,B)&f_{7}(A,B)&f_{8}(A,B)\\\hline V&V&V&V&V&V&V&V&V&V\\V&F&V&V&V&V&F&F&F&F\\F&V&V&V&F&F&V&V&F&F\\F&F&V&F&V&F&V&F&V&F\\\hline &&9&10&11&12&13&14&15&16\\A&B&f_{9}(A,B)&f_{10}(A,B)&f_{11}(A,B)&f_{12}(A,B)&f_{13}(A,B)&f_{14}(A,B)&f_{15}(A,B)&f_{16}(A,B)\\\hline V&V&F&F&F&F&F&F&F&F\\V&F&V&V&V&V&F&F&F&F\\F&V&V&V&F&F&V&V&F&F\\F&F&V&F&V&F&V&F&V&F\\\hline \end{array}}}
Las dos primeras columnas de la tabla muestran las cuatro combinaciones posibles de valores de verdad de A y de B. Hay por lo tanto 4 líneas, y las 16 columnas despliegan todos los posibles valores que puede devolver una función.
De esta forma podemos conocer mecánicamente, mediante algoritmo, los posibles valores de verdad de cualquier conexión lógica interpretada como función, siempre y cuando definamos los valores que devuelva la función.
Se hace necesario, pues, definir las funciones que se utilizan en la confección de un sistema lógico.
De especial relevancia se consideran las definiciones para el Cálculo de deducción natural y las puertas lógicas en los circuitos electrónicos. Puede verse que:
{\displaystyle f_{1}(A,B)=f_{1}(A)=f_{1}()}
{\displaystyle f_{16}(A,B)=f_{4}(A)=f_{2}()}
Y también que:
{\displaystyle f_{4}(A,B)=f_{2}(A)}
{\displaystyle f_{6}(A,B)=f_{2}(B)}
Y que:
{\displaystyle f_{13}(A,B)=f_{3}(A)}
{\displaystyle f_{11}(A,B)=f_{3}(B)}

## Tablas de verdad
Las tablas nos manifiestan los posibles valores de verdad de cualquier proposición molecular, así como el análisis de la misma en función de las proposicíones que la integran, encontrándonos con los consiguientes casos:

### Tautología
Se entiende por proposición tautológica, o tautología, aquella proposición que en todos los casos posibles de su tabla de verdad su valor siempre es V. Dicho de otra forma, su valor V no depende de los valores de verdad de las proposiciones que la forman, sino de la forma en que están establecidas las relaciones sintácticas de unas con otras. Sea el caso:
{\displaystyle A\lor \neg A}
Siguiendo la mecánica algorítmica de la tabla anterior construiremos su tabla de verdad, tenemos la variable A en disyunción con su contradicción, si A es verdad, su negación es falsa y si A es falsa su negación es verdad, en cualquier caso una de las dos alternativas es cierta, y su disyunción es cierta en todos los casos.

### Contradicción
Se entiende por proposición contradictoria, o contradicción, aquella proposición que en todos los casos posibles de su tabla de verdad su valor siempre es F. Dicho de otra forma, su valor F no depende de los valores de verdad de las proposiciones que la forman, sino de la forma en que están establecidas las relaciones sintácticas de unas con otras. Sea el caso:
{\displaystyle A\land \neg A}
Procederemos de manera similar al caso anterior. Partiendo de la variable A y su contradicción, la conjunción de ambos siempre es falso, dado que si A es verdad su contradicción es falsa, y si A es falsa su contradicción es verdad, la conjunción de ambas da falso en todos los casos.

## Desarrollo del algoritmo fundamental en lógica de circuitos
La definición de la tabla de verdad corresponde a funciones concretas, en cada caso, así como a implementaciones en cada una de las tecnologías que pueden representar funciones lógicas en binario, como las puertas lógicas o los circuitos de conmutación. Se entenderá como verdad la conexión que da paso a la corriente; en caso contrario se entenderá como falso. Veamos la presentación de los dieciséis casos que se presentan con dos variables binarias A y B:
- Caso 1

El primer caso en una función lógica que para todas las posibles combinaciones de A y B, el resultado siempre es verdadero, es un caso de tautología, su implementación en un circuito es una conexión fija.
{\displaystyle V\,}
- Caso 2

En este segundo caso el resultado solo es falso si A y B son falsos, si una de las dos variables es verdad el resultado es verdad.
La función sería:
{\displaystyle A\lor B}
- Caso 3

En el tercer caso es verdad si A es verdad y cuando A y B son falsos el resultado también es verdad.
Su función sería:
{\displaystyle A\lor \neg B}
- Caso 4

En el cuarto caso la función es cierta si A es cierta, los posibles valores de B no influyen en el resultado.
La función solo depende de A:
{\displaystyle A\;}
- Caso 5

En el quinto caso si A es falso el resultado es verdadero, y si A y B son verdaderos el resultado también es verdadero, puede verse que este caso es idéntico al tercero permutando A por B.
Y si función es:
{\displaystyle \neg A\lor B=A\Rightarrow B}
- Caso 6

En el sexto caso la función es cierta si B es cierta, los valores de A no influyen en el resultado.
La función solo depende de B:
{\displaystyle B\;}
- Caso 7

El séptimo caso corresponde a la relación bicondicional entre A y B, el resultado solo es verdad si A y B son ambos verdad o si A y B son ambos falsos.
{\displaystyle (A\land B)\lor (\neg A\land \neg B)=A\Leftrightarrow B}
- Caso 8

En el octavo caso el resultado es verdad si A y B son verdad, en el resto de los valores de A y B el resultado es falso, corresponde a la conjunción de A y B, equivalente a un circuito en serie.
{\displaystyle A\land B}
- Caso 9

En el noveno caso el resultado solo es falso si A y B son verdad, en el resto de los valores de A y B el resultado es verdadero, corresponde a la disyunción de la negación A y de B, equivalente a un circuito en paralelo de conexiones inversas.
{\displaystyle \neg A\lor \neg B}
- Caso 10

Podemos ver que el décimo caso es lo opuesto a la bicondicional, solo es verdad si A y B discrepan, si A y B son diferentes el valor es verdad, si A y B son iguales el resultado es falso.
{\displaystyle (A\land \neg B)\lor (\neg A\land B)}
- Caso 11

En este caso podemos ver que cuando B es verdad el resultado es falso y que cuando B es falso el resultado es verdadero, independientemente del valor de A, luego la función solo depende de B, en sentido inverso.
{\displaystyle \neg B}
- Caso 12

En el caso doce, vemos que solo hay un combinación de A y B con resultado verdadero, que es A y la negación de B.
{\displaystyle A\land \neg B}
- Caso 13

En el caso decimotercero podemos ver que el resultado es el opuesto de A, independientemente del valor de B:
{\displaystyle \neg A}
- Caso 14

Caso decimocuarto, el resultado de la función solo es verdad si A es falso y B verdadero, luego es equivalente a un circuito en serie de A en conexión inversa y de B en conexión directa.
{\displaystyle \neg A\land B}
- Caso 15

En el caso decimoquinto, el resultado solo es verdad si A y B son falsos, Luego es necesario que tanto A como B sean falsos para que el resultado sea verdadero.
{\displaystyle \neg A\land \neg B}
- Caso 16

Por último en el caso decimosexto, tenemos que el resultado siempre es falso independientemente de los valores de A o de B.
{\displaystyle F\,}

## Indeterminación o Contingencia
Se entiende por indeterminación o contingencia aquella proposición que puede ser verdadera o falsa, según los valores de las proposiciones que la integran. Sea el caso: {\displaystyle A\land (B\lor C)}.
Su tabla de verdad se construye de la siguiente manera:
Ocho filas que responden a los casos posibles que pueden darse según el valor V o F de cada una de las proposiciones A, B, C. (Columnas 1, 2, 3)
Una columna (Columna 4) en la que se establecen los valores de {\displaystyle B\lor C} aplicando la definición del disyuntor a los valores de B y de C en cada una de las filas.(Columnas 2,3 → 4)
Una columna (columna 5) en la que se establecen los valores resultantes de aplicar la definición de la conjunción entre los valores de A (columna 1) y valores de la columna {\displaystyle B\lor C}, (columna 4) que representarán los valores de la proposición completa {\displaystyle A\land (B\lor C)}, cuyo valor de verdad es V o F según la fila de los valores de A, B, y C que consideremos. (Columnas 1,4 → 5)
Donde podemos comprobar cuándo y por qué la proposición {\displaystyle A\land (B\lor C)} es V y cuándo es F.
|  |  |  |  |  |  |  |
|  |  |  |  |  |  |  |

## Tablas de verdad, proposiciones lógicas y argumentos deductivos
En realidad toda la lógica está contenida en las tablas de verdad, en ellas se nos manifiesta todo lo que implican las relaciones sintácticas entre las diversas proposiciones.
No obstante la sencillez del algoritmo, aparecen dos dificultades.
- La gran cantidad de operaciones que hay que hacer para una proposición con más de 4 variables.

Esta dificultad ha sido magníficamente superada por la rapidez de los ordenadores, y no presenta dificultad alguna.
- Que únicamente será aplicable a un esquema de inferencia, o argumento cuando la proposición condicionada, como conclusión, sea previamente conocida, al menos como hipótesis, hasta comprobar que su tabla de verdad manifiesta una tautología.

Por ello se construye un cálculo mediante cadenas deductivas:
Las proposiciones que constituyen el antecedente del esquema de inferencia, se toman como premisas de un argumento.
Se establecen como reglas de cálculo algunas tautologías como tales leyes lógicas, (pues garantizan, por su carácter tautológico, el valor V).
Se permite la aplicación de dichas reglas como reglas de sustitución de fórmulas bien formadas en las relaciones que puedan establecerse entre dichas premisas.
Deduciendo mediante su aplicación, como teoremas, todas las conclusiones posibles que haya contenidas en las premisas.
Cuando en un cálculo se establecen algunas leyes como principios o axiomas, el cálculo se dice que es axiomático.
El cálculo lógico así puede utilizarse como demostración argumentativa.

## Aplicaciones

### Cálculo lógico
La aplicación fundamental se hace cuando se construye un sistema lógico que modeliza el lenguaje natural sometiéndolo a unas reglas de formalización del lenguaje. Su aplicación puede verse en el cálculo lógico.

### Lógica de circuitos

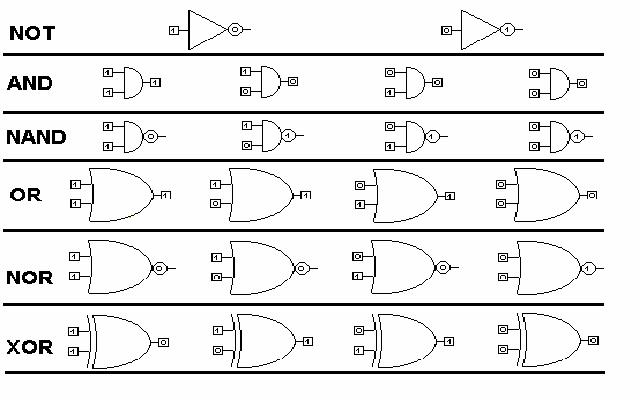
Puertas lógicas para circuitos eléctricos

Una aplicación importante de las tablas de verdad procede del hecho de que, interpretando los valores lógicos de verdad como 1 y 0 (lógica positiva) en el sentido que
- valor "1" permite el paso de corriente eléctrica; y
- valor "0" corta el paso de dicha corriente.

Los valores de entrada o no entrada de corriente a través de un diodo pueden producir una salida 0 o 1 según las condiciones definidas como función según las tablas mostradas anteriormente. 
Así se establecen las algunas funciones básicas: AND, NAND, OR, NOR, XOR, XNOR (o NXOR), que se corresponden con las funciones definidas en las columnas 8, 9, 2, 15, 10 y 7 respectivamente, y la función NOT.
En lugar de variables proposicionales, considerando las posibles entradas como EA y EB, podemos armar una tabla análoga de 16 funciones como la presentada arriba, con sus equivalentes en lógica de circuitos.
| EA                    | EB                    | Verdad                | EA OR EB                | EA OR NOT (EB)                    | BUFFER EA             | NOT(EA) OR EB                     | BUFFER EB             | EA XNOR EB                              | EA AND EB                | EA NAND EB                             | EA XOR EB                 | NOT EB                          | EA AND NOT(EB)                         | NOT(EA)                         | NOT(EA) AND EB                         | NOR                               | Falso                 |
| {\displaystyle A\,\!} | {\displaystyle B\,\!} | {\displaystyle V\,\!} | {\displaystyle A+B\,\!} | {\displaystyle A+{\overline {B}}} | {\displaystyle A\,\!} | {\displaystyle {\overline {A}}+B} | {\displaystyle B\,\!} | {\displaystyle {\overline {A\oplus B}}} | {\displaystyle A\cdot B} | {\displaystyle {\overline {A\cdot B}}} | {\displaystyle A\oplus B} | {\displaystyle {\overline {B}}} | {\displaystyle A\cdot {\overline {B}}} | {\displaystyle {\overline {A}}} | {\displaystyle {\overline {A}}\cdot B} | {\displaystyle {\overline {A+B}}} | {\displaystyle F\,\!} |
| --------------------- | --------------------- | --------------------- | ----------------------- | --------------------------------- | --------------------- | --------------------------------- | --------------------- | --------------------------------------- | ------------------------ | -------------------------------------- | ------------------------- | ------------------------------- | -------------------------------------- | ------------------------------- | -------------------------------------- | --------------------------------- | --------------------- |
| 1                     | 1                     | 1                     | 1                       | 1                                 | 1                     | 1                                 | 1                     | 1                                       | 1                        | 0                                      | 0                         | 0                               | 0                                      | 0                               | 0                                      | 0                                 | 0                     |
| 1                     | 0                     | 1                     | 1                       | 1                                 | 1                     | 0                                 | 0                     | 0                                       | 0                        | 1                                      | 1                         | 1                               | 1                                      | 0                               | 0                                      | 0                                 | 0                     |
| 0                     | 1                     | 1                     | 1                       | 0                                 | 0                     | 1                                 | 1                     | 0                                       | 0                        | 1                                      | 1                         | 0                               | 0                                      | 1                               | 1                                      | 0                                 | 0                     |
| 0                     | 0                     | 1                     | 0                       | 1                                 | 0                     | 1                                 | 0                     | 1                                       | 0                        | 1                                      | 0                         | 1                               | 0                                      | 1                               | 0                                      | 1                                 | 0                     |

Esta aplicación hace posible la construcción de aparatos capaces de realizar estas computaciones a alta velocidad, y la construcción de circuitos que utilizan este tipo de análisis se hace por medio de puertas lógicas.
La Tabla de la verdad es una herramienta imprescindible en la recuperación de datos en las bases de datos como Internet con los motores de búsqueda o en una biblioteca con sus ficheros informatizados. Así mismo, se utilizan para programar simulaciones lógicas de inteligencia artificial con lenguajes propios. También en modelos matemáticos predictores: meteorología, marketing y otros muchos.